# همکار نوشتن
همکار نوشتن (به انگلیسی: writing fellow) یک معلم، استاد یا مشاور است که به آموزش در کالج و دانشگاه در دوره‌های خاص یا زمینه‌های علمی کمک می‌کند. درحالی‌که اکثر مربیان نوشتن در مقطع کارشناسی ارشد هستند و آماده نوشتن در هر دوره یا رشته هستند، نویسندگان همکار متخصص نوشتن هستند. این افراد اغلب در یک مرکز آموزش نوشتن و نویسندگی یا آموزش نوشتن در یک برنامهٔ کلاس درسی، مشغول به بازخورددهی آموزشی و کتبی به دیگر استادان در مورد مقالات دانش‌آموختگان در یک کلاس نوشتاری در مقطع بالا هستند.
همکار نوشتن اغلب یک معلم یا استاد همکار است؛ با این حال، اصطلاح «همکار نوشتن» نیز گاهی برای اعضای هیئت علمی دانشگاه‌هایی مورد استفاده قرار می‌گیرد که در زمینهٔ تدریس، اختصاص و پاسخ دادن به چگونگی نوشتن و نویسندگی به دانشجوها در رشته‌های خاص کمک می‌کنند.